# Manfred Clemenz
Manfred Clemenz (* 6. Dezember 1938 in Stuttgart) ist ein deutscher Soziologe mit Schwerpunkt Sozialpsychologie, Psychotherapeut, Hochschullehrer und Kunsthistoriker.

## Leben
Manfred Clemenz studierte ab 1958 Volkswirtschaft, Philosophie und Psychologie in Freiburg (u. a. bei Martin Heidegger) und Köln, Ökonomie und amerikanische Literatur an der Brandeis University Massachusetts, Soziologie und Philosophie in Frankfurt am Main (u. a. bei Th.W. Adorno und Max Horkheimer) sowie Soziologie und Psychosomatik in Gießen (u. a. bei Helge Pross und Horst-Eberhard Richter). Ab 1964 war er Stipendiat der Studienstiftung des Deutschen Volkes.
Er wurde 1969 in den Fächern Soziologie und Psychosomatik zum Doktor der Philosophie promoviert, habilitierte sich 1971 (kumuliert) mit dem Thema Gesellschaftliche Ursprünge des Faschismus und wurde 1972 Professor für Soziologie der Erziehung an der Johann Wolfgang Goethe-Universität Frankfurt am Main. 1989 wurde er Professor für Soziologie mit dem Schwerpunkt Sozialpsychologie und 1999 Professor für Soziologie mit dem Schwerpunkt Klinische Sozialpsychologie. Seine Forschungs- und Lehrschwerpunkte lagen zunächst in den Bereichen Wissenschaftstheorie, Faschismus- und Rechtsradikalismusforschung, Bildungs- und Sozialisationstheorie sowie Psychotherapieforschung.
Ab 1978 arbeitete er familientherapeutisch, ab 1982 begann der Aufbau von Kooperationen mit fachspezifischen Einrichtungen wie den Erziehungsberatungsstellen Frankfurt, dem Sigmund-Freud-Institut und dem Frankfurter Psychoanalytischen Institut. Nach einer Weiterbildung am Institut für Gruppenanalyse Heidelberg mit dem Abschluss als Gruppenanalytiker ist er seit 1986 Gruppen- und Einzeltherapeut in eigener Praxis.
Von 1984 bis 1995 leitete er zusammen mit Arno Combe das Zentrum für psychosoziale Forschung und Beratung in Frankfurt. Von 1990 bis 1994 war er Projektleiter des Forschungs- und Weiterbildungsprojekts „Psychoanalyse in der Weiterbildung“ im Auftrag des Sozialfonds der Europäischen Gemeinschaft und leitete das Gesamtprojekt zusammen mit Arno Combe in Kooperation mit dem Sigmund-Freud-Institut Frankfurt.
Ab 1990 war sein Forschungsschwerpunkt „Soziologie gesellschaftlicher Transformationen“. Langzeituntersuchungen auf der Basis von Tiefeninterviews zum sozialen Wandel in den neuen Bundesländern (seit 1990), sowie „Changing Life Styles in Russia“, in Kooperation mit der Akademie der Wissenschaften in Moskau.
1999 erfolgte die fachspezifische Approbation als psychologischer Psychotherapeut mit Fachkundenachweis für die tiefenpsychologisch fundierte Psychotherapie gemäß den Neuregelungen des Psychotherapeutengesetzes.

### Lehrtätigkeit im Ausland
Clemenz war von 1991 bis 1998 Gastprofessor an der Universität Santiago de Compostela (Fakultät für Soziologie der Erziehung) und seit 1998 Gastprofessor an der Universidad Complutense de Madrid (Fakultät für Soziologie der Erziehung).

### Kunsthistoriker
Clemenz absolvierte nach seiner Emeritierung im Jahr 2004 ein Studium der Kunstgeschichte an der Goethe-Universität Frankfurt mit dem Abschluss des Magister artium im Jahr 2009. Seither erfolgten zahlreiche Publikationen im Bereich Kunstgeschichte und Kunsttheorie. Seit 2000 ist er künstlerisch tätig im Rahmen von Ausstellungen von Bildern und Objekten.

## Veröffentlichungen (Auswahl)
Neben seinen Büchern veröffentlichte Clemenz zahlreiche Aufsätze in Zeitschriften und Sammelbänden sowie Vorträge in den Bereichen Faschismus- und Rechtsradikalismusforschung, Sozialpsychologie, psychosoziale Interventionsforschung und Kunstgeschichte.
- Soziologische Reflexion und sozialwissenschaftliche Methode. Suhrkamp Verlag, Frankfurt am Main 1970; zugleich Philosophische Dissertation.
- mit J. Beck u. a.: Erziehung in der Klassengesellschaft. List Verlag, München 1970; 3. Auflage 1973.
- Gesellschaftliche Ursprünge des Faschismus. Suhrkamp Verlag, Frankfurt am Main 1972; 2. Auflage 1976.
- Soziale Codierung des Körpers. Zum Verhältnis von Psychoanalyse und Systemtheorie. Westdeutscher Verlag, Opladen 1986, ISBN 978-3-531-11753-9.
- mit A. Combe u. a.: Soziale Krise, Institution und Familiendynamik. Konflikstrukturen und Chancen therapeutischer Arbeit mit Multiproblemfamilien. Opladen 1990.
- mit S. Buchen, Ch. Beier, A. Combe, H. Deserno u. a.: Psychoanalyse in der Weiterbildung. Zur Professionalisierung sozialer Arbeit. Opladen 1992.
- Psychoanalytische Sozialpsychologie. Grundlagen und Probleme. Psychosozial-Verlag, Gießen 1998, ISBN 978-3-932133-19-0.
- Wir können nicht besser klagen. Ostdeutsche Lebensläufe im Wandel. Aufbau-Verlag, Berlin 2001, ISBN 978-3-351-02508-3.
- Freud und Leonardo. Eine Kritik psychoanalytischer Kunstinterpretation. Brandes und Apsel, Frankfurt 2003, ISBN 978-3-86099-771-0.
- Affekt und Form. Ästhetische Erfahrung und künstlerische Kreativität. Psychosozial-Verlag, Gießen 2010, ISBN 978-3-8379-2084-0.
- Der Mythos Paul Klee. Eine biographische und kulturgeschichtliche Untersuchung. Böhlau Verlag, Köln 2016, ISBN 978-3-412-50186-0.
- Van Gogh: Manie und Melancholie. Ein Portrait. Böhlau-Verlag, Köln 2019, ISBN 978-3-412-51594-2.
- Theodor W. Adorno. Philosophische Frühschriften und früher Briefwechsel. Karl Alber, Baden-Baden 2024.